# Cetynia (rzeka)
Cetynia – rzeka,  lewy dopływ Bugu o długości 37,27 km.
Rzeka płynie na Południowym Podlasiu we wschodniej części województwa mazowieckiego. Przepływa przez północno-zachodnią część Wysoczyzny Siedleckiej w powiecie sokołowskim, m.in. przez Sokołów Podlaski. Wypływa z obszaru źródliskowego niedaleko Bachorzy, a uchodzi do Bugu na północ od Białobrzegów.
Na terenie wsi Nieciecz Włościańska, Niewiadoma, Kupientyn-Kolonia i Kupientyn na Cetyni wybudowano zbiornik retencyjny Niewiadoma o powierzchni 42 hektarów.